# Bách khoa toàn thư Soviet Azerbaijan
Bách khoa toàn thư Soviet Azerbaijan (tiếng Azerbaijan: Azərbaycan Sovet Ensiklopediyası; Cyrillic: Азәрбајҹан Совет Енсиклопедијасы) là bộ Bách khoa toàn thư tổng hợp do Viện Hàn lâm Khoa học quốc gia Azerbaijan, nước Cộng hòa Xã hội chủ nghĩa Xô viết Azerbaijan, xuất bản tại Baku gồm 10 tập, từ năm 1976 đến 1987.
Một tập đặc biệt dành riêng cho Azerbaijan đã được lên kế hoạch xuất bản sau mười tập chính, nhưng do các biến động về chính trị và tình hình kinh tế khó khăn, nên tập này đã không được phát hành.
Tổng biên tập Bách khoa toàn thư là Rasul Rza và Jemil Kuliyev.

## Các tập đã xuất bản
1. Tập I, 1976
2. Tập II, 1978
3. Tập III, 1979
4. Tập IV, 1980
5. Tập V, 1981
6. Tập VI, 1982
7. Tập VII, 1983
8. Tập VIII,1984
9. Tập IX, 1986
10. Tập X, 1987